# Mufasa: The Lion King (soundtrack)
Mufasa: The Lion King is de originele soundtrack van de film Mufasa: The Lion King uit 2024 van Barry Jenkins, met originele nummers geschreven door Lin-Manuel Miranda en filmmuziek gecomponeerd door Dave Metzger. Het soundtrackalbum van de film bevat zeven nummers en werd uitgebracht op 13 december 2024 via Walt Disney Records. Een luxe editie die op dezelfde dag werd uitgebracht, bevat de filmmuziek en instrumentale nummers. De muziek van Metzger werd ook op 20 december 2024 uitgebracht via streaming media. De film is een prequel van The Lion King (2019), een fotorealistisch geanimeerde remake van The Lion King (1994); Miranda werkte aan de nummers samen met de Zuid-Afrikaanse componist Lebo M, die betrokken was bij de film uit 1994. De productie van het album werd verzorgd door Miranda, Mark Mancina en Tom MacDougall.
In december 2020 kondigde Disney aan dat Hans Zimmer, die aan de films uit 1994 en 2019 werkte, zou terugkeren om de film te componeren, samen met Pharrell Williams en Nicholas Britell. Miranda en Lebo M bleken in april 2024 betrokken te zijn bij de soundtrack. Miranda begon begin 2022 met het werken aan de nummers, nadat hij klaar was met het werken aan Encanto (2021). Lebo M, wiens zang te horen is in "Circle of Life", het openingsnummer van The Lion King, gaf toe dat hij druk voelde om een "waardige opvolger" te schrijven; hij schreef uiteindelijk "Ngomso" in één ochtend, met teksten in het Xhosa. De soundtrack bevat vocale bijdragen van het South African Gospel Choir, dat ook zingt in het Swahili en Zoeloe.
Het soundtrackalbum werd ook uitgebracht met nummers vertaald in het Frans, Duits, Castiliaans Spaans, Latijns-Amerikaans Spaans, Italiaans, Pools, Fins, Zweeds, Noors, Deens, Portugees, Braziliaans-Portugees, Arabisch, Hebreeuws, Hindi, Kazachs, Koreaans, Mandarijn Chinees, Nederlands, Vlaams, Russisch, Tamil, Telugu, Thais en Vietnamees. Een korte versie van "Hakuna Matata", door Billy Eichner en Seth Rogen die de stemmen van Timon en Pumbaa vertolken, verschijnt in de film maar is niet opgenomen op het album.

## Tracklijst
| 1.                 | Ngomso                    | Lebo M                                                                          | 1:16 |
| 2.                 | Milele                    | Anika Noni Rose & Keith David                                                   | 2:27 |
| 3.                 | I Always Wanted a Brother | Braelyn Rankins, Theo Somolu, Aaron Pierre & Kelvin Harrison jr.                | 3:34 |
| 4.                 | Bye Bye                   | Mads Mikkelsen, Joanna Jones & Folake Olowofoyeku                               | 2:15 |
| 5.                 | We Go Together            | Aaron Pierre, Kelvin Harrison jr., Tiffany Boone, Preston Nyman & Kagiso Lediga | 2:44 |
| 6.                 | Tell Me It's You          | Aaron Pierre & Tiffany Boone                                                    | 2:27 |
| 7.                 | Brother Betrayed          | Kelvin Harrison jr.                                                             | 1:37 |
| Totale duur: 16:21 |                           |                                                                                 |      |

| 1.                 | Ngomso                                   | Lebo M                                                                          | 1:16 |
| 2.                 | Milele                                   | Anika Noni Rose & Keith David                                                   | 2:27 |
| 3.                 | I Always Wanted a Brother                | Braelyn Rankins, Theo Somolu, Aaron Pierre & Kelvin Harrison jr.                | 3:34 |
| 4.                 | Bye Bye                                  | Mads Mikkelsen, Joanna Jones & Folake Olowofoyeku                               | 2:15 |
| 5.                 | We Go Together                           | Aaron Pierre, Kelvin Harrison jr., Tiffany Boone, Preston Nyman & Kagiso Lediga | 2:44 |
| 6.                 | Tell Me It's You                         | Aaron Pierre & Tiffany Boone                                                    | 2:27 |
| 7.                 | Brother Betrayed                         | Kelvin Harrison jr.                                                             | 1:37 |
| 8.                 | Destiny Reigns                           | Dave Metzger                                                                    | 3:01 |
| 9.                 | Kuqondile                                | Nicholas Britell & Lebo M                                                       | 1:57 |
| 10.                | Listen to My Voice                       | Dave Metzger                                                                    | 2:43 |
| 11.                | Find the Way                             | Nicholas Britell & Lebo M                                                       | 1:07 |
| 12.                | The Race                                 | Dave Metzger                                                                    | 2:23 |
| 13.                | Home                                     | Nicholas Britell & Lebo M                                                       | 1:47 |
| 14.                | Burden of Pride                          | Dave Metzger                                                                    | 5:04 |
| 15.                | My Love                                  | Dave Metzger & Lebo M                                                           | 1:44 |
| 16.                | Bathroom Break                           | Dave Metzger                                                                    | 0:31 |
| 17.                | Run Mufasa!                              | Dave Metzger                                                                    | 3:19 |
| 18.                | And So It's Time                         | Hans Zimmer & Lebo M                                                            | 0:30 |
| 19.                | All That Was Lost                        | Dave Metzger                                                                    | 1:06 |
| 20.                | Jamaa                                    | Dave Metzger                                                                    | 1:29 |
| 21.                | Follow the Fireflies                     | Dave Metzger                                                                    | 0:54 |
| 22.                | Smell a Duck                             | Dave Metzger                                                                    | 2:18 |
| 23.                | Elephant Stampede                        | Dave Metzger                                                                    | 1:34 |
| 24.                | Beneath the Scars                        | Dave Metzger                                                                    | 1:06 |
| 25.                | The King Within                          | Dave Metzger                                                                    | 1:51 |
| 26.                | We Made It                               | Nicholas Britell & Lebo M                                                       | 1:34 |
| 27.                | Clash of Kings                           | Dave Metzger                                                                    | 1:52 |
| 28.                | Blood for Blood                          | Dave Metzger                                                                    | 2:34 |
| 29.                | The Earth Will Shake                     | Dave Metzger                                                                    | 3:40 |
| 30.                | The King of Milele                       | Dave Metzger                                                                    | 2:23 |
| 31.                | A Story of a Great King                  | Dave Metzger & Lebo M                                                           | 4:14 |
| 32.                | Ngomso (instrumental)                    | Mark Mancina & Lebo M                                                           | 1:05 |
| 33.                | Milele (instrumental)                    | Mark Mancina & Lin-Manuel Miranda                                               | 2:27 |
| 34.                | I Always Wanted a Brother (instrumental) | Mark Mancina & Lin-Manuel Miranda                                               | 3:34 |
| 35.                | Bye Bye (instrumental)                   | Mark Mancina, Lin-Manuel Miranda & Dave Metzger                                 | 2:15 |
| 36.                | We Go Together (instrumental)            | Mark Mancina & Lin-Manuel Miranda                                               | 2:44 |
| 37.                | Tell Me It's You (instrumental)          | Mark Mancina & Lin-Manuel Miranda                                               | 2:26 |
| 38.                | Brother Betrayed (instrumental)          | Mark Mancina & Lin-Manuel Miranda                                               | 1:37 |
| Totale duur: 83:25 |                                          |                                                                                 |      |

| 1.                 | Destiny Reigns          | Dave Metzger              | 3:01 |
| 2.                 | Kuqondile               | Nicholas Britell & Lebo M | 1:57 |
| 3.                 | Listen to My Voice      | Dave Metzger              | 2:43 |
| 4.                 | Find the Way            | Nicholas Britell & Lebo M | 1:07 |
| 5.                 | The Race                | Dave Metzger              | 2:23 |
| 6.                 | Home                    | Nicholas Britell & Lebo M | 1:47 |
| 7.                 | Burden of Pride         | Dave Metzger              | 5:04 |
| 8.                 | My Love                 | Dave Metzger & Lebo M     | 1:44 |
| 9.                 | Bathroom Break          | Dave Metzger              | 0:31 |
| 10.                | Run Mufasa!             | Dave Metzger              | 3:19 |
| 11.                | And So It's Time        | Hans Zimmer & Lebo M      | 0:30 |
| 12.                | All That Was Lost       | Dave Metzger              | 1:06 |
| 13.                | Jamaa                   | Dave Metzger              | 1:29 |
| 14.                | Follow the Fireflies    | Dave Metzger              | 0:54 |
| 15.                | Smell a Duck            | Dave Metzger              | 2:18 |
| 16.                | Elephant Stampede       | Dave Metzger              | 1:34 |
| 17.                | Beneath the Scars       | Dave Metzger              | 1:06 |
| 18.                | The King Within         | Dave Metzger              | 1:51 |
| 19.                | We Made It              | Nicholas Britell & Lebo M | 1:34 |
| 20.                | Clash of Kings          | Dave Metzger              | 1:52 |
| 21.                | Blood for Blood         | Dave Metzger              | 2:34 |
| 22.                | The Earth Will Shake    | Dave Metzger              | 3:40 |
| 23.                | The King of Milele      | Dave Metzger              | 2:23 |
| 24.                | A Story of a Great King | Dave Metzger & Lebo M     | 4:14 |
| Totale duur: 50:53 |                         |                           |      |